# (17257) Strazzulla
(17257) Strazzulla est un astéroïde de la ceinture principale.

## Description
(17257) Strazzulla est un astéroïde de la ceinture principale. Il fut découvert le 26 avril 2000 à la station Anderson Mesa par le programme LONEOS. Il présente une orbite caractérisée par un demi-grand axe de 2,69 UA, une excentricité de 0,12 et une inclinaison de 12,2° par rapport à l'écliptique.

## Compléments